# Bioquímica del arsénico

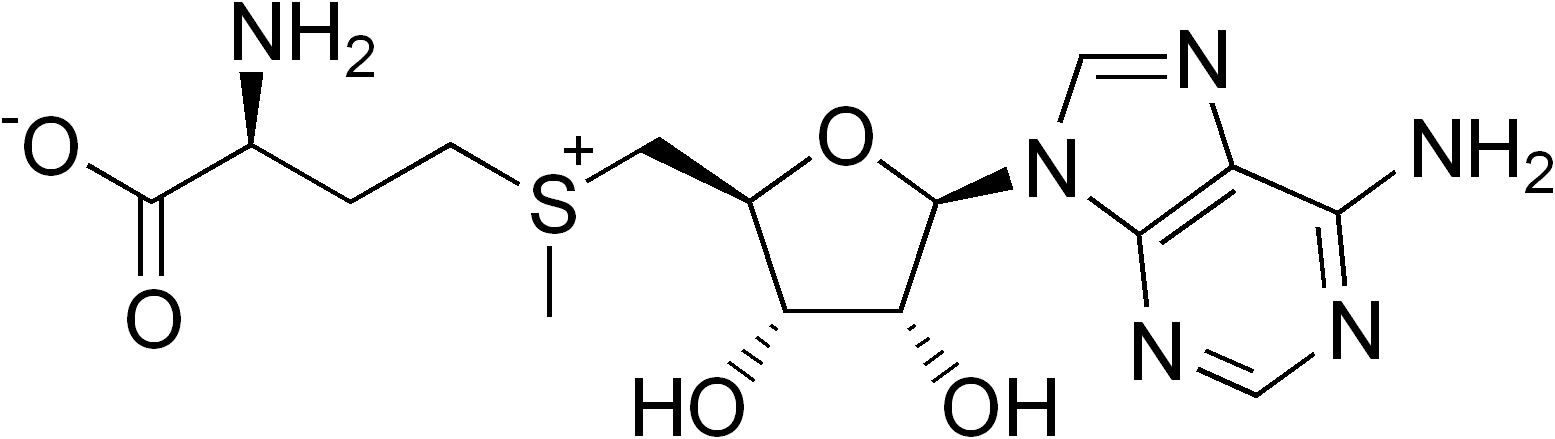
S-adenosil metionina, fuente de grupos metilo en muchos compuestos biogénicos del arsénico.

La bioquímica del arsénico se refiere a los procesos por los que los seres vivos pueden modificar químicamente el arsénico o sus compuestos, como el arseniato. El arsénico es un elemento moderadamente abundante en la corteza terrestre, y a pesar de que muchos de sus compuestos son tóxicos, existen numerosos organismos capaces de metabolizar compuestos orgánicos e inorgánicos de arsénico y de producir una amplia variedad de compuestos organoarsénicos; otros elementos, como el selenio, combinan también un papel biológico y efectos nocivos. La bioquímica del arsénico es objeto de interés debido a la presencia de muchos compuestos tóxicos de arsénico en algunos acuíferos, con efectos potenciales en la salud de millones de personas.

### Compuestos de organoarsénico en la naturaleza

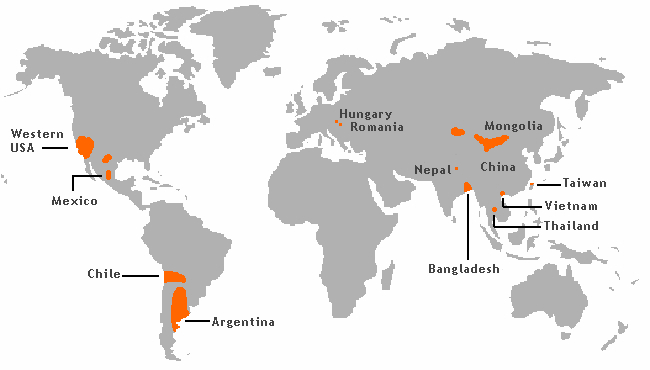
Envenenamiento con el uso de arsénico es un problema global que surge dada la ocurrencia natural del arsénico en aguas subterráneas.

Compuestos organoarsénicos representativos encontrados en la naturaleza
Arsenobetaína, uno de los compuestos del arsénico más comunes en la naturaleza. La arsenocolina, otro compuesto abundante, contiene un grupo CH_{2}OH en lugar de CO_{2}H.
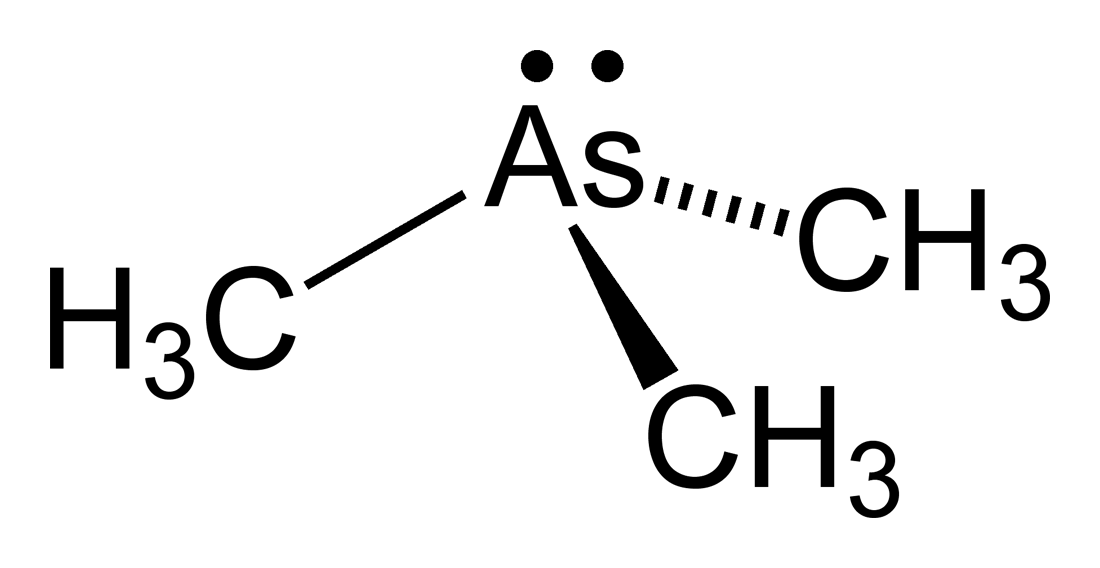
Trimetilarsina, producida por la acción microbiana en los pigmentos derivados del arseniato.
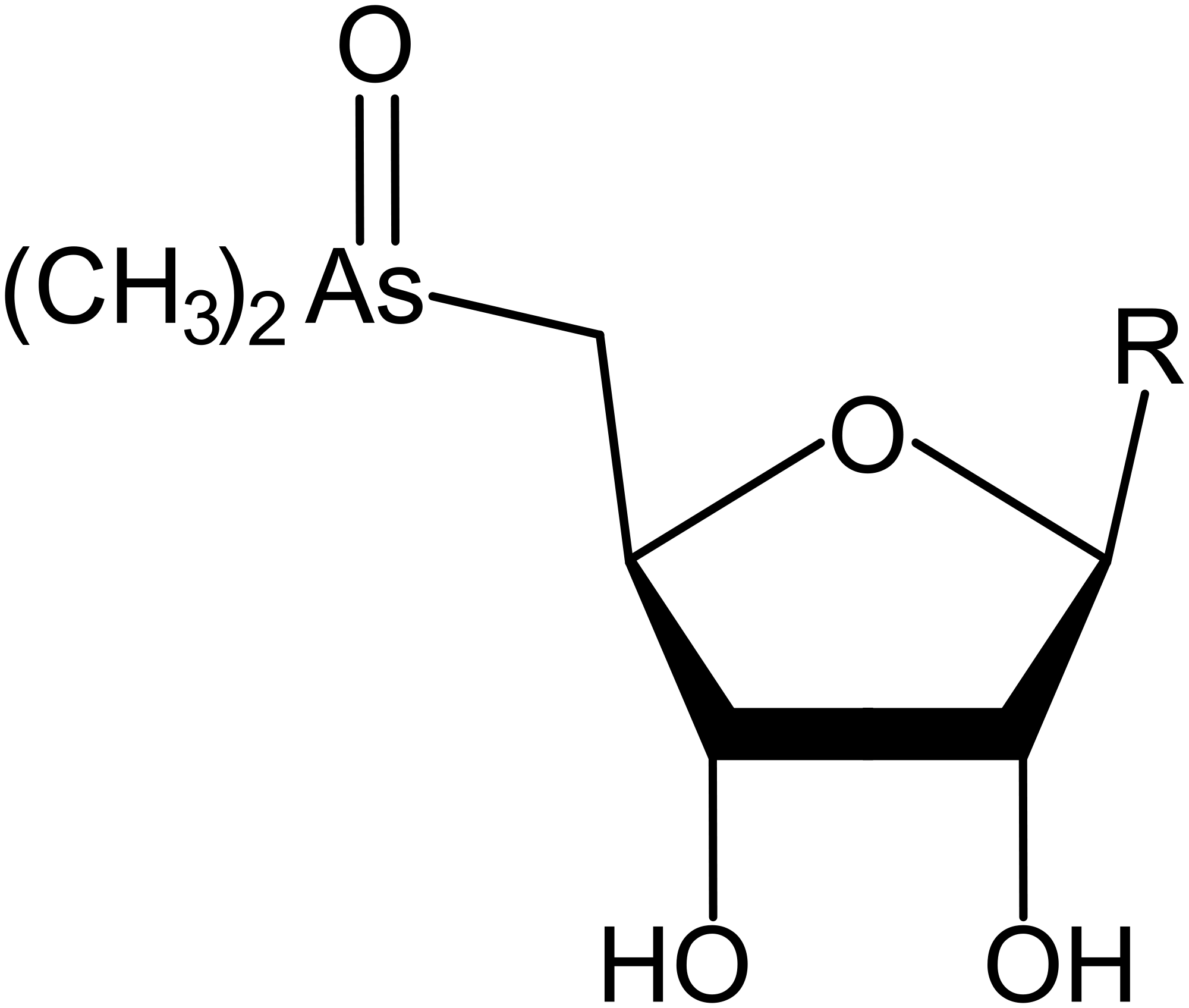
Derivados de la ribosa con arsénico.

## Metilación del arsénico

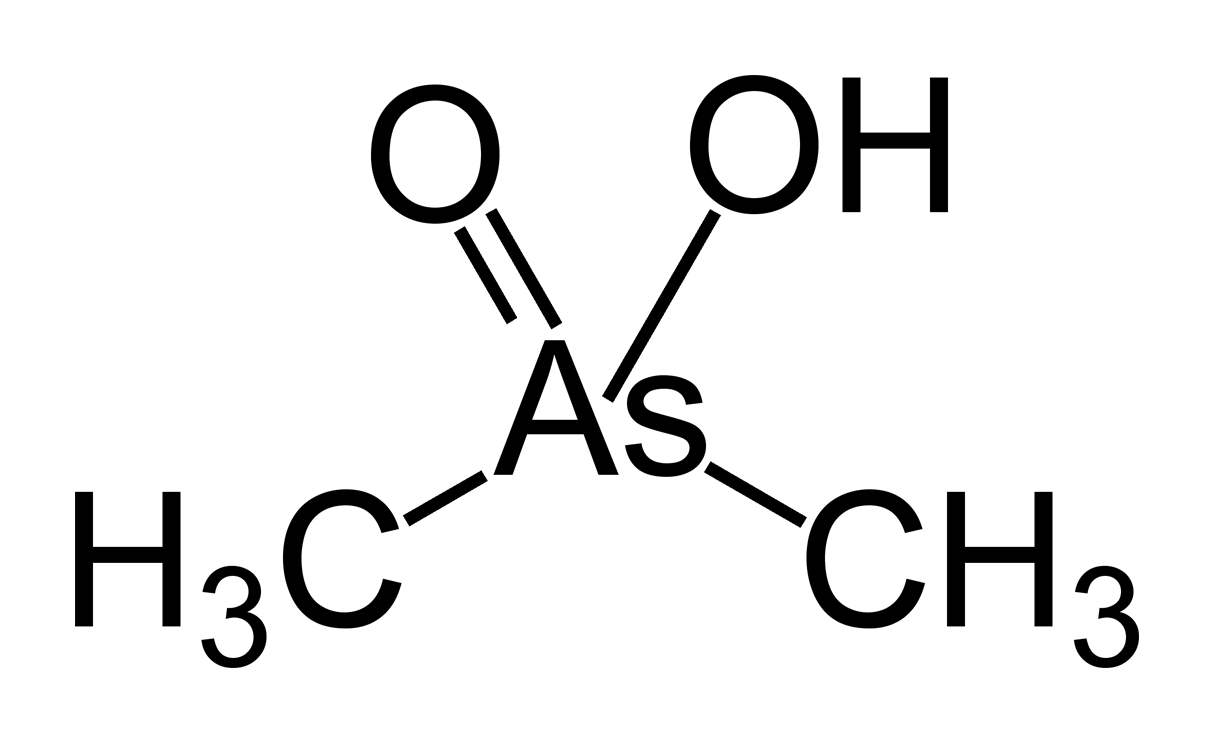
Ácido cacodílico, formado en el hígado después de la ingesta de arsénico.